# Список самых высоких зданий и сооружений Туркменистана
В список самых высоких зданий Туркменистана включены здания высотой 100 и более метров.
Под зданиями здесь понимаются наземные строительные сооружения с помещениями для проживания и (или) деятельности людей, размещения производств, хранения продукции или содержания животных. Мачты, трубы и прочие технические постройки, не предназначенные для проживания и (или) деятельности людей, размещения производств, хранения продукции или содержания животных, зданиями не являются.
Ашхабадская телебашня высотой 211 метров — самое высокое здание в стране.

## Построенные здания
В список включены построенные здания выше 100 м.
| Место | Название строения                                                             | Фото | Город   | Высота, м | Этажность | Год постройки | Координаты                      | Примечания |
| ----- | ----------------------------------------------------------------------------- | ---- | ------- | --------- | --------- | ------------- | ------------------------------- | ---------- |
| 1     | Центр телерадиовещания «Туркменистан»                                         |      | Ашхабад | 211       |           | 2011          |                                 |            |
| 2     | Монумент Конституции Туркменистана                                            |      | Ашхабад | 185       |           | 2011          |                                 |            |
| 3     | Монумент Независимости Туркменистана                                          |      | Ашхабад | 118       |           | 2001          | 37°31′31″ с. ш. 58°13′31″ в. д. |            |
| 4     | Отель «Йылдыз»                                                                |      | Ашхабад | 107       | 24        | 2013          |                                 |            |
| 5     | Министерство нефтегазовой промышленности и минеральных ресурсов Туркменистана |      | Ашхабад | 103       | 25        | 2003          |                                 |            |
| 6     | Министерство торговли и внешнеэкономических связей Туркменистана              |      | Ашхабад | 103       | 24        | 2008          |                                 |            |